# Hà Phố
Hà Phố (tiếng Trung: 霞浦县, Hán Việt: Hà Phố huyện) là một huyện của thành phố Ninh Đức, tỉnh Phúc Kiến, Cộng hòa Nhân dân Trung Hoa. Huyện này có diện tích 1716 km2, dân số 510.000 người. Huyện này có 2 nhai đạo, 7 trấn, 3 hương và 2 hương dân tộc. Huyện Hà Phố có mã số bưu chính 355100, huyện lỵ tại nhai đạo Tùng Thành.